# Biblioteca provinciale di Pisa
La Biblioteca provinciale di Pisa è stata una biblioteca specializzata in scienze sociali, economiche e giuridiche. Gran parte del fondo librario è confluito nella nuova biblioteca denominata BLOG e ospitata nei locali delle Officine Garibaldi.

## Storia
La biblioteca provinciale come servizio pubblico specializzato nasce nel 1972 e comincia a concretizzarsi nel 1975. La situazione patrimoniale del servizio era, prima di tale data, quella di un magazzino di materiale acquistato per uso interno degli uffici: la sua consistenza era modesta, la sua condizione assai precaria e spesso in pessime condizioni di conservazione e di manutenzione, talvolta disperso negli uffici. La raccolte di periodici, anche importanti, erano state manomesse, interrotte senza alcun criterio, mal conservate o mal rilegate.
Il servizio in quegli anni risentiva di una carenza di indirizzi programmatici di politica culturale: ne è riprova la dotazione del personale e i fondi a disposizione per la biblioteca.
Nel 1972 si registra una chiara e decisa inversione di tendenza negli indirizzi programmatici dell'ente e si afferma una volontà politica più precisa: quella di fare della biblioteca provinciale un servizio culturale pubblico specializzato.
È intorno a questi anni e sulla base di queste prospettive che inizia il lungo e lento lavoro di ristrutturazione, integrazione e aggiornamento del patrimonio della biblioteca provinciale, per trasformarla da magazzino interno di materiale eterogeneo e superato in un moderno centro bibliografico specializzato di informazione e documentazione.
Le scelte attuate dalla Provincia di Pisa sono state approvate ed appoggiate anche dalla Regione Toscana (Servizio Beni Librari ed Archivistici) poiché riscontrava nella proposta della provincia pisana un contributo importante alla politica bibliotecaria regionale, impegnata nel progetto di promozione delle reti bibliotecarie, come strumento di coordinamento e di realizzazione dei servizi e come momento di programmazione di interventi diversificati da finalità e caratteristiche, ma complementari tra loro, in grado di garantire meglio quel diritto allo studio e alla cultura, che la legge regionale fissa come fine istituzionale delle biblioteche degli enti locali.
È di questi anni anche un'altra iniziativa che chiarisce e puntualizza la politica culturale dell'ente in questo campo: la costituzione e l'attività del Centro Studi A.Maccarrone (Centro che ha concluso la sua attività negli anni novanta). Il direttivo del Centro Studi A.Maccarrone vedeva la biblioteca come servizio parallelo al Centro, finalizzato al raggiungimento degli stessi obiettivi, anche se con mezzi diversi: la biblioteca come centro di documentazione, strumento di informazione bibliografica e di ricerca; il Centro Studi come momento promozionale di dibattito, strumento di formazione professionale sulle stesse questioni attinenti agli aspetti strumentali e funzionali della Pubblica Amministrazione. Nel 1982 la Biblioteca è stata trasferita nei locali del Complesso scolastico Marchesi a Cisanello fino al 2017. La biblioteca ha mantenuto fino ad oggi la sua specializzazione nel settore delle scienze giuridiche economiche e sociali con particolare riferimento ai temi dell'amministrazione pubblica e del diritto: nazionale, degli enti locali e comunitario.
Il 20 gennaio 2018 gran parte del fondo librario è confluito nella nuova biblioteca denominata BLOG e ospitata nei locali dello spazio multifunzionale delle Officine Garibaldi.

## Collezioni
Il patrimonio della biblioteca si caratterizza per le ampie raccolte legislative e normative. Il nucleo più importante della biblioteca è costituito dall'emeroteca con la sua vasta collezione di periodici

### Collezione Zampieri
La provincia di Pisa ha acquisito nel 2003, la "Collezione privata Zampieri". Si tratta di un'importante raccolta libraria e documentaria di storia locale che ha per tema Pisa dal seicento ai giorni nostri. In particolare la città, l'università, la tipografia e l'editoria, l'arte, il folclore, alcuni stabilimenti economici cittadini e del territorio, il Gioco del Ponte. 

#### Storia
Il fondo ha origine a fine ottocento, quando due nuclei familiari, Zampieri e Favati, iniziano a raccogliere volumi, manoscritti e opuscoli che riguardano Pisa e continuano, attraverso passaggi generazionali, fino a quando con il matrimonio Alberto Zampieri e Laura Favati, nel 1961, tutti i documenti vengono a costituire un unico nucleo che da allora ha avuto incrementi sostanziali quantitativamente e anche per rarità bibliografiche, passando da circa 3.000 pezzi iniziali agli attuali 50.000. Nel giugno 2001, la famiglia Zampieri, proprietaria della raccolta, manifestò la disponibilità a cederla ad istituzioni pubbliche. La Provincia me decise l'acquisto, proponendosi di mantenere l'unitarietà della raccolta e la sua collocazione nei servizi bibliotecari pubblici della città di Pisa. Fu stipulato un accordo di collaborazione con la Regione Toscana che contribuì al finanziamento della spesa. 

#### Descrizione
La collezione privata Zampieri è ripartita in sette sezioni così suddivise:
1. oltre 2.000 libri suddivisi nelle seguenti sezioni: storia, arte, religione, università, Gioco del Ponte, Cavalieri di S. Stefano, guide, vernacolo, provincia, scrittori pisani; ciascuno di questi settori presenta tutto quanto è stato edito a Pisa e su Pisa dal sec. XVII ai nostri giorni; la somma delle schede catalografiche, secondo le norme RICA, di questa sezione per lo più manoscritte ammonta a 1817).
2. 400 raccoglitori di opuscoli a stampa per un totale di 10.000 unità. È questa la sezione di maggior interesse per gli studiosi, in quanto raccoglie pubblicazioni al di sotto delle 100 pagine in massima parte assenti nelle biblioteche pubbliche e che contengono notizie spesso inedite e comunque poco conosciute sulla storia del territorio pisano. 

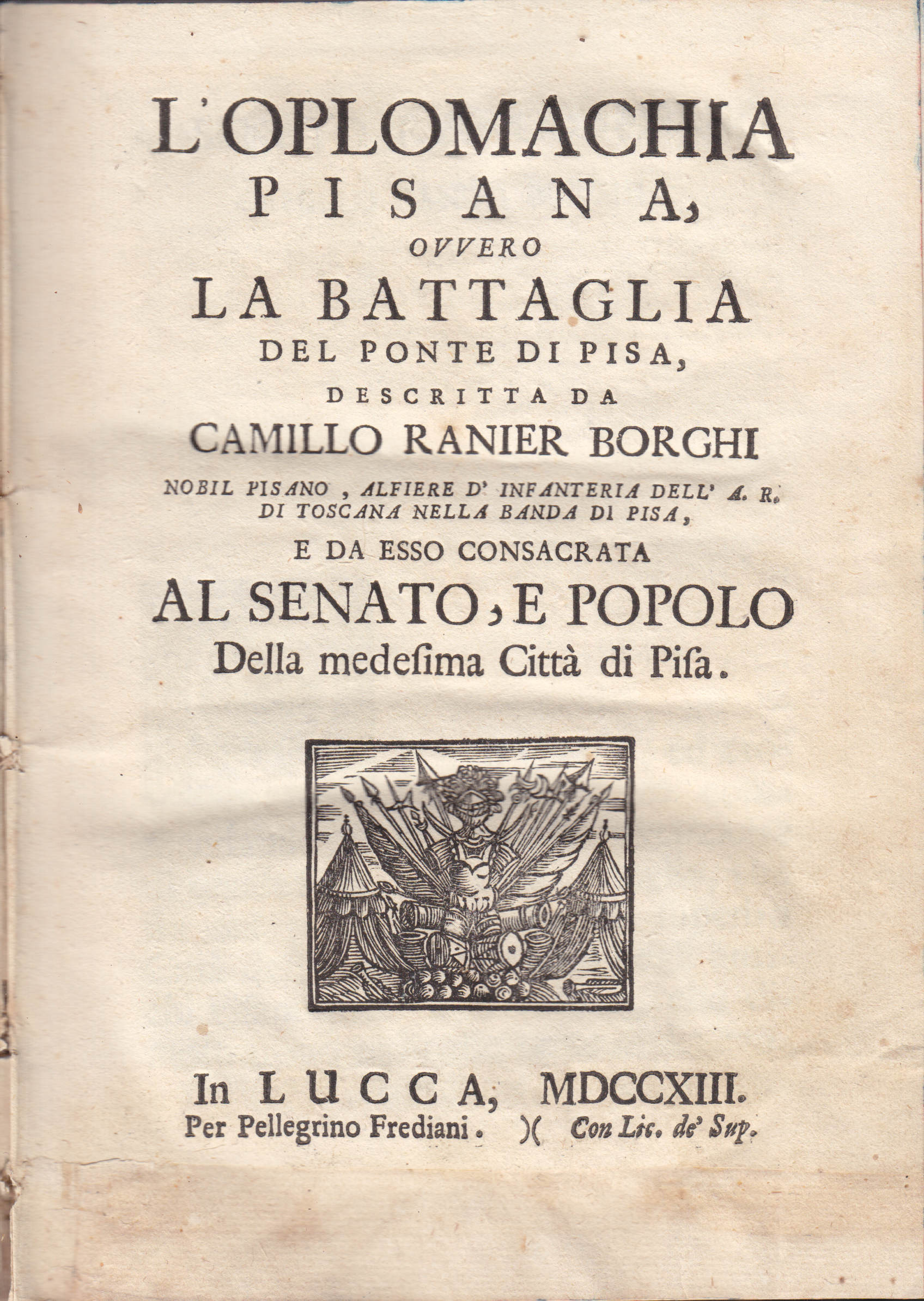
La battaglia del ponte di Pisa

3. Gioco del Ponte: questo nucleo, si compone di 67 schede manoscritte; la descrizione riguarda sia oggetti che pubblicazioni. Per questo argomento si può parlare di collezione completa, realizzata con la minuziosa raccolta di documenti e pubblicazioni minori, tra cui anche gli avvisi e manifesti relativi al gioco;
4. manoscritti e autografi: comprende 441 documenti relativi alla storia pisana e al Gioco del Ponte redatti nel medioevo, Seicento e Settecento
5. manifesti: questa sezione comprende manifesti degli ultimi 40 anni, sia quelli destinati all'affissione che le prove di stampa;
6. grandi formati;
7. medaglie varie. Il totale dei pezzi descritti non è inferiore a 5369 unità catalografiche, cui corrisponde il numero di unità bibliografiche documentarie e di oggettistica, notevolmente superiore (circa 14.000), dal momento che non tutto è catalogato, ma tutto è ordinato. La collezione presenta materiale di grandissimo pregio iconografico, tra cui varie edizioni del Lasinio in perfette condizioni.
La collezione è stata oggetto fino ad oggi di parziali esposizioni temporanee.

### Collezione Ex-libris Giuseppe Caùti
Raccolta di ex libris dal pescarese Giuseppe Caùti è composta da 3.470 pezzi. Si tratta di una collezione di ex libris, raccolti dall'ingegnere pescarese Giuseppe Caùti, considerato uno dei più grandi collezionisti di questa raffinata arte strettamente legata al libro. L'acquisizione 13 giugno 2007 da parte dell'Assessorato alla Cultura della Provincia di Pisa si colloca nel contesto del progetto Pisa città della grafica e dell'editoria.

#### Storia
Il valore storico, documentario e artistico della collezione che Giuseppe Caùti e il figlio Giovanni hanno raccolto selezionando rigorosamente autori italiani e stranieri (soprattutto dell'Est Europa) è ben nota a collezionisti e studiosi, da Rossana Bossaglia a Federico Zeri. Quest'ultimo in una lettera del 1990 scriveva: "Gentile Ingegner Caùti, non esagero dicendo che il mio stupore aumenta: Lei mi ha fatto conoscere un mondo a me ignoto. Taluni autori sono straordinari, molte idee 'iconologiche' sono geniali".

#### Obiettivi
Secondo le intenzioni della Provincia, i 3.470 pezzi della collezione Caùti (costituita nel suo complesso, come appena detto, da 4.500 ex libris) acquistati saranno resi fruibili al pubblico attraverso eventi temporanei tematici o piccole esposizioni permanenti, in collaborazione con i centri di grafica più rappresentativi del territorio provinciale. La prima occasione di pubblica fruizione di una piccola parte della Collezione si è avuta durante l'edizione 2007 del Pisa Book Festival (Pisa, Stazione Leopolda, 26/28 ottobre 2007), la seconda in occasione del Mese del libro 2010 parte della collezione è stata esposta nell'atrio della sede centrale delle Provincia.

### Periodici

#### Periodici cessati
La Biblioteca conserva molti periodici di carattere locale. Di seguito sono elencati i cessati.
Di rilievo la raccolta "La provincia pisana", 1952-1986, pubblicata dalla Provincia di Pisa che illustra la politica amministrativa dell'ente. 
Altri sono:
- Annali Facoltà Agraria Università di Pisa 1938-1991,
- Annali Università Toscane 1846-1910,
- Antichità Pisane 1974, Annuario Comune di Pisa 1992-2000,
- Annuario Università di Pisa 1994-2002,
- Architetture Pisane 2004-2009, Arno 1988-2001,
- Avvenire Anarchico (raccolta microfilmata) 1910-1922,
- Azeta calzature 1980-1985,
- Bollettino Domus Mazziniana 1984-2004,
- Bollettino di statistica Comune di Pisa 1987-1991,
- Bollettino Ufficiale Università di Pisa 1995-2006,
- La Comunità di Pomarance 1987-1997,
- La Congiuntura Pisana 1980-2000,
- Il Corazziere (raccolta microfilmata) 1910-1941,
- La Croce Pisana (raccolta microfilmata) 1874-1902,
- L'Eco del Popolo(raccolta microfilmata) 1915-1920,
- L'Elettrico (raccolta microfilmata) 1889-1891,
- Erba d'Arno 1981-1983,
- Foglio Annunzi Legali della Provincia di Pisa 1976-1998,
- Il Galantuomo (raccolta microfilmata) 1862,
- La Gazzetta Pisana (raccolta microfilmata) 1903-1920,
- Gazzetta di Pisa 1992,
- Il Giornale di Pisa (raccolta microfilmata) 1863-1915,
- L'Idea Fascista (raccolta microfilmata) 1922-1943,
- Import-Export 1983-2002,
- Indicatore mensile dei prezzi al consumo 1981-1999,
- Indicatore Pisano (raccolta microfilmata) 1835-1847,
- Listino prezzi alla produzione.della Provincia di Pisa 1982-2008,
- Il Mattaccino (raccolta microfilmata) 1905-1915,
- Materiali dell'Osservatorio Amministrazione Provinciale di Pisa 1985-1998,
- Nota Congiunturale Amministrazione Provinciale di Pisa 1972-1988,
- Notiziario degli Agricoltori (Unione Agricoltori Provincia di Pisa) 1980-1989,
- Notiziario Università di Pisa 1983-1993,
- Il Nuovo Elettore (raccolta microfilmata) 1883-1885,
- Parchi 1990-2009, Per il Bene (raccolta microfilmata) 1911-1937,
- Pisa Economica 1967-2001,
- Pisa Economica Notiziario 1976-2005,
- Pisa In 1988-1992,
- Pisa In Notiziario del Comune 1973-1992,
- Pisa Rurale 1938-1939; 1942,
- Il Ponte di Pisa (raccolta microfilmata) 1893-1934,
- Il Popolo Pisano (raccolta microfilmata) 1886-1889,
- Il Progresso Agricolo 1904-1935,
- La Provincia Pisana 1952-1986,
- Quaderni Cascinesi 1986-1987,
- Quaderni Centro Studi Antonino Maccarone 1975-1991,
- Quaderni de la Provincia Pisana 1891-1986,
- Il Rintocco del Campano 1976-2007,
- Il Risorgimento (raccolta microfilmata) 1873-1876,
- Rivista storica dell'Anarchismo 1994-2004,
- Schede Pisane 1980-1981,
- Sviluppo Economico e Occupazione 1985-1990,
- Terme e riviere 1971-2006,
- Il Telegrafo 1974-1977 e (raccolta microfilmata) 1948-1950;1986-1992,
- La Torre di Pisa (raccolta microfilmata) 1873-1874,
- La Voce del Popolo (raccolta microfilmata) 1902-1915;1950-1953.